# 싸이언 프랭클린 터치
싸이언 프랭클린 터치(CYON Franklyn Touch)는 LG전자가 2008년 12월 3일에 출시한 휴대 전화이다.